# مخطط الزراعة الدائمة
مخطط الزراعة الدائمة هو المخطط الذي يوفر نظرة عامة وأدلة موضوعية للزراعة الدائمة.
الزراعة الدائمة - هي العلوم التطبيقية التي تدمج ثلاثة أهداف رئيسية هي الصحة البيئية، والربح الاقتصادي، والمساواة الاجتماعية والاقتصادية. وقد تم تحديد هذه الأهداف من خلال مجموعة متنوعة من الفلسفات والسياسات والممارسات، من رؤية المزارعين والمستهلكين. ووجهات نظر ونُهُج متنوعة للغاية.